# Remstecken

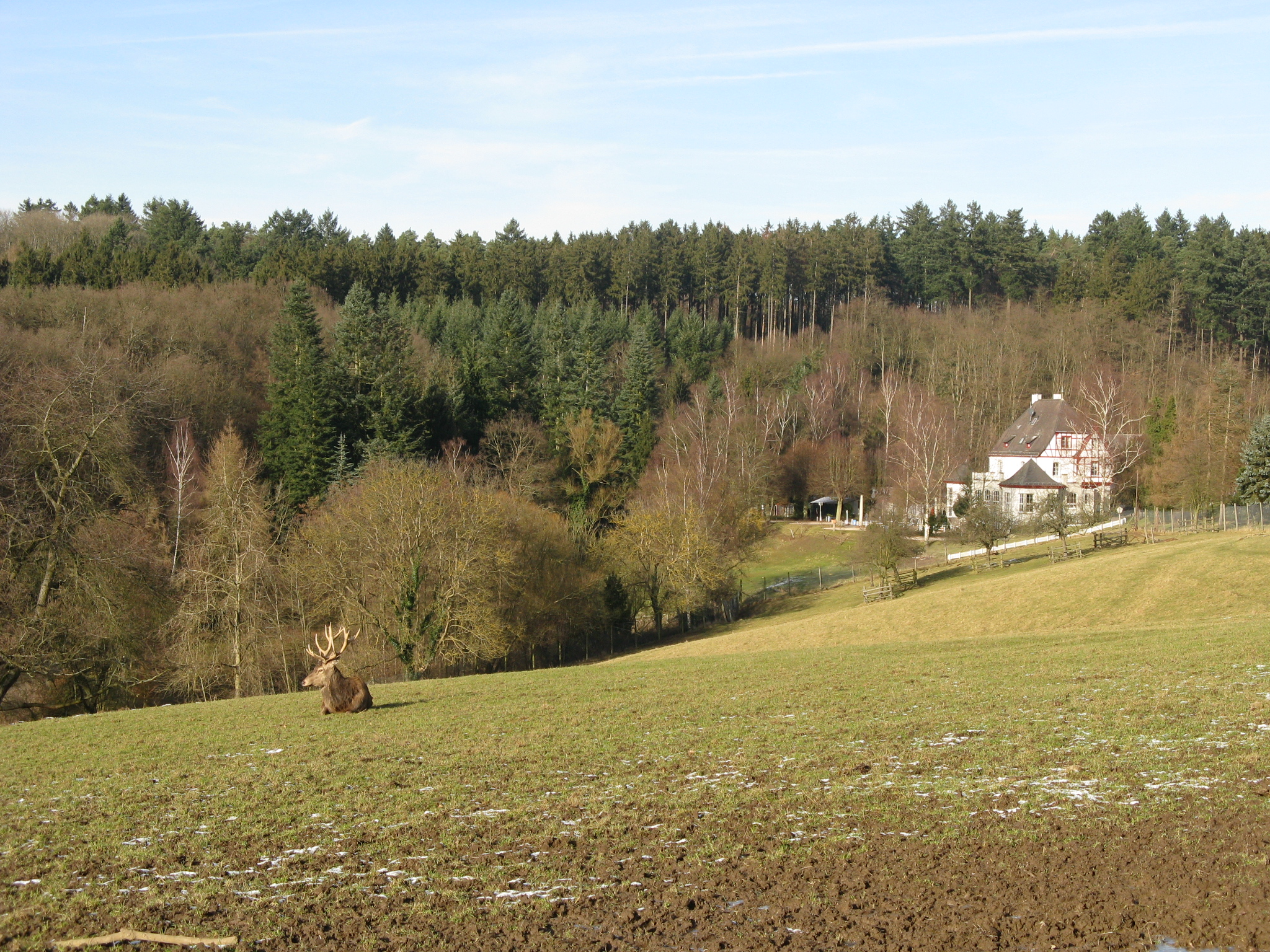
Wildfreigehege Remstecken mit Hotelrestaurant

Der Remstecken (320 m ü. NN) ist ein Naherholungsgebiet mit Wildpark und Waldökostation ca. 5 km südlich von Koblenz am Rande des Hunsrücks. Das Areal, das bis 1992 zu einem Forstbetriebshof gehörte,  liegt auf halber Strecke an der Hunsrückhöhenstraße (B 327) zwischen Koblenz-Karthause und Waldesch. Das ca. 20 ha große Wildfreigehege ist Teil des Koblenzer Stadtwaldes in unmittelbarer Nähe zu der archäologischen Fundstätte einer römischen Villa Rustica.

## Wildfreigehege Remstecken

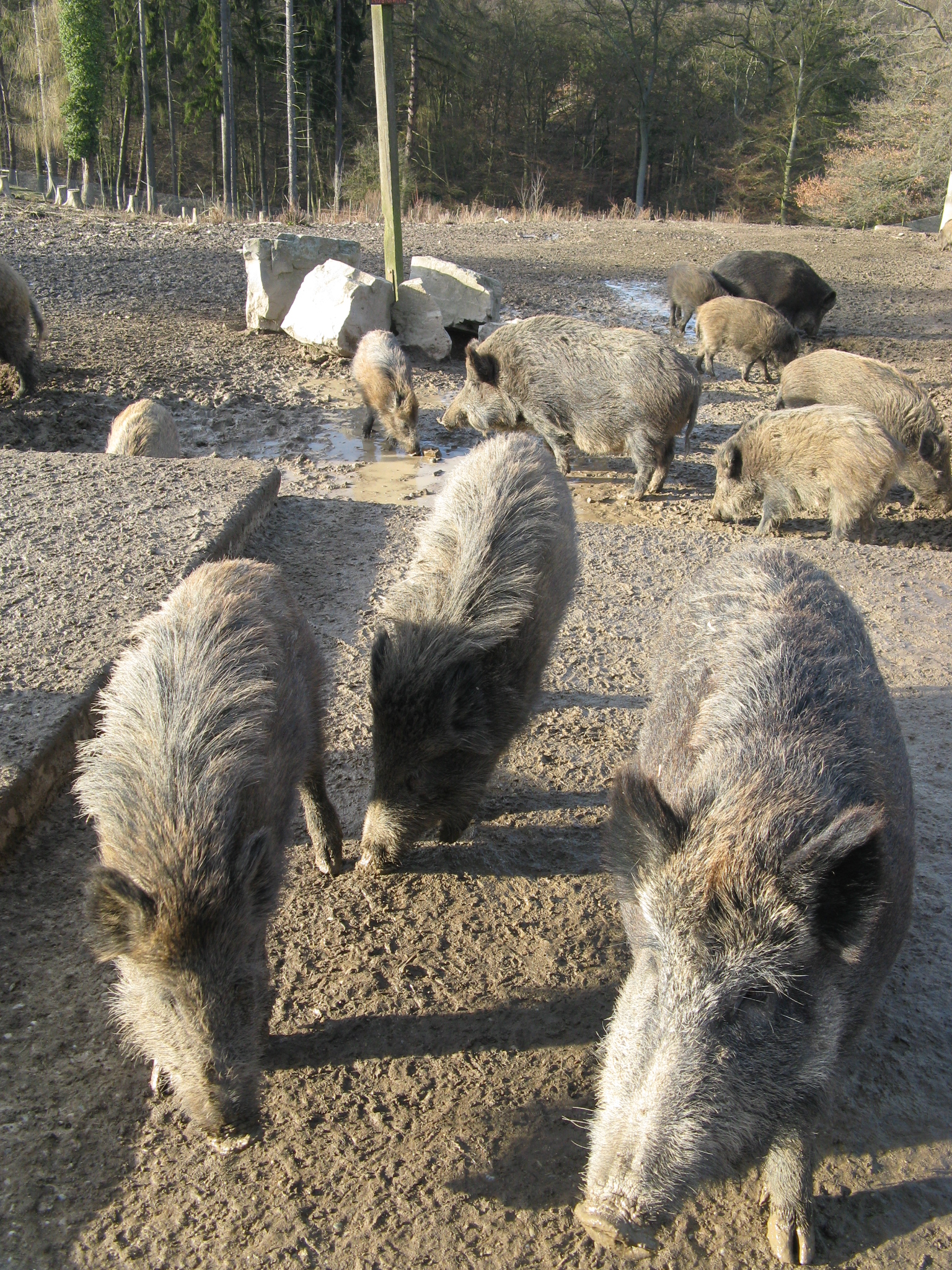
Wildschweine am Remstecken

Der Wildpark Remstecken mit etwa 250 Tieren (20 Arten) wurde 1966 von der Stadt Koblenz eröffnet; Vorläufer war ein privates Damwildgatter aus den 1950er-Jahren.
In den großflächig angelegten Freigehegen leben Rothirsche, Damhirsche, Rehe, Wildschweine und seit 1997 auch ostasiatische Sikahirsche. Ferner gibt es einen Minizoo mit Ziegen und Hasen. Zum Freizeitangebot für Familien mit Kindern zählen zwei Spielplätze. Ponyreiten wird seit einigen Jahren nicht mehr angeboten. 
Kurze Wege umrunden einen Teich mit verschiedenen Entenarten (unter anderem Brandgans, Krickente, Reiherente, Mandarinente) sowie einen Vogelpark mit Volièren für Singvögel. Weitläufigere Wege führen durch den Wald zu Streuobstwiesen auf der Höhe vor Waldesch sowie entlang an Bächen abwärts an die Mosel bei Koblenz-Lay und Koblenz-Moselweiß. Für einige Strecken ist auch Wanderreiten im Angebot. Zur 2000-Jahr-Feier von Koblenz 1992 wurden innerhalb des bereits bestehenden Wanderwegenetzes drei Lehrpfade (ein naturkundlicher, ein geologischer und ein archäologischer) eingerichtet.
Das heutige Hotelrestaurant geht ursprünglich zurück auf den Remsteckerhof und ist ein Erweiterungsbau zum 1992 geschlossenen Forstbetriebshof, zu dem auch schon eine Gaststätte gehört hatte. Der  ursprüngliche Fachwerkbau von 1906 wurde ebenfalls grundlegend renoviert und beherbergt heute die „Waldökostation Remstecken“. Ein Teil der ehemaligen Stallungen wurde 2004 zu einem Hofladen mit traditionellen, teilweise regionalen Agrarprodukten umgestaltet. Dieser wurde mittlerweile jedoch wieder geschlossen.

## Waldökostation
Die „Waldökostation Remstecken“ ist ein 1992 vom Umweltamt der Stadt Koblenz eingerichtetes Naturzentrum. Vorläufer war eine Klimastation, die es seit 1983 bereits in Zusammenarbeit mit dem Forstbetriebshof gegeben hatte.
Zur Ökostation gehört ein Bauerngarten, der mit Obst und Gemüse, Nutz- und Heilpflanzen bestückt ist.
Ziel der kommunalen Waldökostation ist die Vermittlung von Kenntnissen der regionalen Natur, Flora und Fauna sowie Erziehung zu umweltgerechtem Verhalten von Kindern und Erwachsenen. Zu den Aktivitäten gehören Fachvorträge und naturkundliche Wanderungen, Aktionstage und Ausstellungen, Lernprogramme für Schüler und Fortbildungsveranstaltungen für Lehrer. Im Sommer wird dazu ein sogenanntes Klassenzimmer im Freien (im Halbkreis aufgestellte Holzbänke auf der Wiese vor dem Gebäude) benutzt.
Seit dem Umbau der Waldökostation in den Jahren 2006 bis 2008 ist die Ökostation für Fortbildungen und Seminare auch ganzjährig nutzbar.

## Villa Rustica

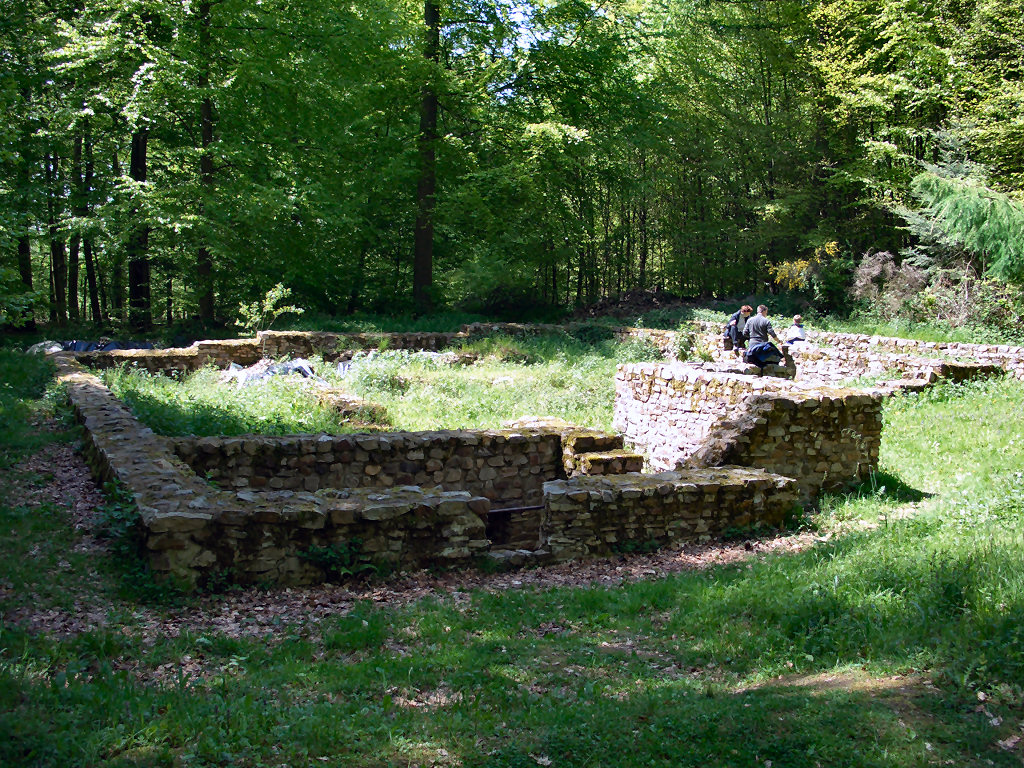
Teilrekonstruierte Grundmauern der Villa Rustica am Remstecken

1989 begannen die systematischen Ausgrabungsarbeiten eines römischen Gutshofs im Wald zwischen Remstecken und Waldesch, den der in Lahnstein tätige Heimatforscher und Lehrer Professor Dr. Robert Bodewig (1857–1923) hier schon um die Jahrhundertwende lokalisiert hatte. Neben den Resten der Hofmauer wurden zuerst die Grundmauern eines Nebengebäudes ausgegraben (15,3 × 12,2 m), in dem ein Ofen (mutmaßlich zum Trocknen von Früchten) gefunden wurde. Danach erst wurde das Haupthaus – mutmaßlich eine Risalit-Villa mit Innenhof und Portikus, 146 × 73 m groß –  identifiziert, zu dem neben den Grundmauern auch ein Keller entdeckt wurde.
Die Archäologen datieren die Villa im Kern ins 1. nachchristliche Jahrhundert, spätere Anbauten ins 3. Jahrhundert.
Die Fundstelle ist auf kurzem Fußweg vom Wildpark aus erreichbar. Die ausgegrabenen Mauern wurden durch Rekonstruktionsarbeiten ergänzt.

## Zugang/Infrastruktur
Der erste Wanderparkplatz Remstecken liegt unmittelbar an der Hunsrückhöhenstraße; er wird auch von einem Linienbus von Koblenz aus angefahren.
Eine Stichstraße (ca. 1 km) führt von dort aus in den Wald zum Hotelrestaurant mit einem zweiten, kleineren Parkplatz. 